# Barrett REC7
Barrett REC7 (Barrett Reliability Enhanced Carbine 2007) — штурмова гвинтівка виробництва американської компанії Barrett Firearms Manufacturing, доступна у варіаціях під калібр 5,56×45 мм НАТО чи 6,8 мм Remington SPC.

## Опис
Barrett REC7 була створена на базі гвинтівки попередниці — Barrett M468, яка в свою чергу базувалась на M16. На відміну від M16, REC7 має газовідвід з коротким ходом поршня. Гвинтівка має газовий регулятор, та можливе встановлення глушника. Канали газовідведення та ствола хромовані, сам ствол та газовий поршень виготовлені з нержавіючої сталі, а ствольна коробка — з анодованого алюмінію. Ствольна коробка складається з двох половин, нижня з яких (включає Ударно-спусковий механізм, телескопічний приклад, пістолетну рукоятку та приймач магазина) практично ідентична такій самій у M4. Ствол, газовідвідний механізм та затворна рама із затвором розташовані у верхній частині ствольної коробки. Також на ній знаходяться рейки Пікатінні, що дозволяють встановлювати різні аксесуари.